# Trenton (Florida)
Trenton è una città degli Stati Uniti d'America situata in Florida, nella Contea di Gilchrist, della quale è anche il capoluogo.